# Francisco Gaete
Francisco Alberto Gaete Sánchez (Santiago, Chile, 10 de abril de 1991) es un exfutbolista chileno. Jugaba de Volante.

## Clubes
| Club             | País  | Año         |
| ---------------- | ----- | ----------- |
| Audax Italiano   | Chile | 2011 - 2014 |
| Unión San Felipe | Chile | 2014 - 2015 |
| Trasandino       | Chile | 2015 - 2016 |
| Colchagua        | Chile | 2016 - 2018 |